# Kõshõ
Kejsar Kõshõ (japanska Kõshõ Tennõ, 孝昭天皇) var enligt legenden Japans femte kejsare. Inga historiska bevis har hittats som styrker hans existens, och han tros därför vara påhittad. Hans styre sägs ha varat mellan åren 475 och 393 f. Kr.